# 토막민

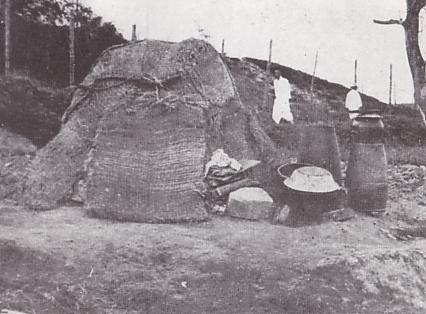
토막민

토막민(土幕民)은 한때 한반도에 존재했던 일종의 도시빈민이다. 흙으로 만든 움집에서 산다.